# 4868 Knushevia
4868 Knushevia è un asteroide della fascia principale. Scoperto nel 1989, presenta un'orbita caratterizzata da un semiasse maggiore pari a 1,9604939 UA e da un'eccentricità di 0,0679820, inclinata di 22,10651° rispetto all'eclittica.